# Нур Султан (съпруга на Менгли I Гирей)
Нур Султан е  съпруга на кримския хан Менгли I Гирeй (управлявал в периода 1467–1515).

## Биография
Тя е дъщеря на принц Тимур ибн Мансур, бей на Мангитите. Тя e сестра на Тевкел.
През 1466 г., когато  на 15 години, тя е омъжена за казанския хан Халил. След смъртта му през 1467 г. тя става третата съпруга на брата на Халил, хан Ибрахим, и ражда неговите наследници – Мохамед Амин и Абдулатиф. Тя подкрепя политиката на неутралитет на съпруга си срещу по-агресивната политика на нейния доведен син Илхам Гали.
През 1479 г., след смъртта на хан Ибрахим и идването на власт на доведения й син Илхам Гали, Нур Султан напуска Казан със синовете си и търси убежище при княз Иван III от Москва. Брат й Тевкел постъпва на кримска служба през 1503 г.
През 1487 се омъжва за кримския хан Менгли I Гирей и става една от съпругите му. Бракът вероятно е сключен, за да даде на кримския хан основания като претендент в борбите за власт в Централна Азия след Златната орда. Нур Султан заминава за Бахчисарай в Крим в компанията на малкия си син Абдулатиф, но оставя най-големия си син под попечителството на княз Иван. Жените от династията Гиреи, макар и ислямска династия, все още не са живели уединено в харем, и до 1564 г. на кралските жени все още е било позволено да приемат посетители от мъжки пол. Самата Нур Султан никога не е живяла уединено.
Нур Султан е силно политически ангажирана. Тя подкрепя правото на сина си на трона на Казан в борбата за власт срещу неговия полубрат и неин доведен син Илхам Гали. Тя пише на Иван III от Москва и го моли да се намеси в политиката на Казан, за да защити правата на нейния син, което дава основание на руския княз да се намеси в политиката на Казан. Иван III се присъединява към Менгли I Гирей и започва кампания срещу Казан, което води до поставянето на Мохамед Амин на трона на Казан. Борбата за власт в Казан обаче продължава и Нур Султан става дългосрочен поддръжник на съюза между Москва и Кримското ханство, за да защити интересите на сина си в Казан.
През 1494-1495 г. тя прави поклонение в Мека с брат си, посещава и Египет. При завръщането си тя подарява арабски кон на своя дипломатически съюзник Иван III, който в замяна й обещава, че Казан винаги ще бъде собственост на нейното семейство. През 1510-1511 г. Нур Султан посещава синовете си в Москва и Казан в компанията на своя доведен син, наследникъ на кримското ханство Сахиб I Гирей. По време на пътуването си тя подписва мирен договор между Кримското ханство, Москва и Казанското ханство, който остава ненарушен от страна на кримското ханство до 1513 г., а от страна на казанското – до 1519 г. През 1519 Сахиб Гирей е детрониран, а на престола на Казан сяда Шах Али.
Нур Султан издава ярлики (привилегии, дарения, заповеди и назначения и съобщения, отправени от хановете към техните васали) от свое име, въпреки че е жена, а не управляващият хан. Тя е една от малкото жени, за които се знае, че са имали политическо влияние върху държавните дела в Кримското ханство, заедно с Айше Султан, съпруга на Девлет I Гирей (управлявал 1551–1577) и Емине Султан Биим, съпруга на Мехмед IV Гирей (1642– 44 и 1654–66). Тя също така е една от малкото известни жени от династията Гирей.
През 1515 г. съпругът й Менгли I Гирей умира и е наследен от сина си Мехмед I Гирей.